# Hans-Peter Lehnhoff
Hans-Peter Lehnhoff (Mariadorf, 12 juli 1963) is een voormalig Duits voetballer. Op dit moment is hij lid van de technische staf bij Bayer Leverkusen.
Lehnhoff speelde in zijn jeugd bij Alemannia Mariadorf en SV Baesweiler. In 1984 begon hij zijn profcarrière bij FC Köln. In 1988 kwam Lehnhoff samen met ploegmaat Ralf Geilenkirchen naar Royal Antwerp FC. Hij bleef er tot 1994 en speelde op woensdagavond 12 mei 1993 mee in de finale van de strijd om de Europacup II, die Antwerp FC in het Wembley Stadium in Londen met 3-1 verloor van Parma FC. Van 1994 tot 1999 speelde hij onder andere Champions League bij Bayer Leverkusen, waarna hij in 2000 een functie binnen de club kreeg aangeboden als teammanager.

## Erelijst
- UEFA Cup 1985/86 finale (met FC Köln)
- Winnaar Beker van België 1991-92 (met Royal Antwerp FC)
- Europacup II 1992/93 finale (met Royal Antwerp FC)